# Malika Zarra
Malika Zarra est une chanteuse et auteure-compositrice marocaine, basée à New York. Elle est connue pour chanter en arabe marocain, en berbère, en français et en anglais.

## Biographie
Malika Zarra est née à Oulad Teïma (située entre Agadir et Taroudant dans la plaine du Souss) , aînée de cinq enfants, d'une mère berbère du Haut Atlas et d'un père originaire de Tata. Sa famille déménage à Paris lorsqu'elle est jeune, mais la famille reste culturellement marocaine à la maison. À l'école, elle étudie la clarinette. Elle s'intéresse au jazz pour la place de l’improvisation dans cette musique, comme dans la musique traditionnelle arabe. Par la suite, elle  étudie aux conservatoires de jazz de Tours et de Marseille et suit des cours privés, notamment  avec Sara Lazarus.
Elle déménage à New York en 2001, pour finalement s'installer à Jersey City, en 2010, et signe sur le label Motéma Music.
Elle joue sur scène aux États-Unis,,, ainsi qu’en France (et en Europe) ou en Afrique. CNN la qualifie de «Morocco's jazz jewel ». Elle a commencé à attirer l'attention en chantant des standards de jazz sur ses propres traductions en arabe. Elle est connue pour chanter en arabe marocain, en berbère, en français et en anglais.
Elle se produit aussi ou enregistre, avec d’autres artistes, comme Amy Lee, le trio de Marcin Wasilewski, ou le quatuor vocal Mycale (formé avec  Ayelet Rose Gottlieb, Sofia Rei, et Sara Serpa).

## Musique
La musique de Malika Zarra est influencée par la musique traditionnelle berbère, la musique gnawa, le chaâbi et le jazz,,.

## Discographie

### Albums en solo
- 2006 : On the Ebony Road (CD Baby)
- 2011 : Berber Taxi (Motéma Music)[11]
- 2023 : RWA (The Essence) (D.Zel Prod)[1],[12]

### avec Mycale
2009 : Mycale: Book of Angels Volume 13 (Tzadik).

### Comme invitée (sélection)
- 2011 : Invitée de John Zorn - Nova Express (Tadzik)
- 2011 : Invitée de Marcin Wasilewski Trio - Faithful (ECM)
- 2014 : Invitée de Amy Lee - Aftermath (110 Records, Inc)